# چارلی دیکن
چارلی دیکن (انگلیسی: Charlie Deacon; January–March 1869 – ۲۱ اکتبر ۱۸۹۳) بازیکن فوتبال اهل پادشاهی متحد بریتانیای کبیر و ایرلند بود.
از باشگاه‌هایی که در آن بازی کرده‌است می‌توان به باشگاه فوتبال ساوت‌همپتون اشاره کرد.